# حزب کارگران انقلابی (ترکیه)
حزب کارگران انقلابی (به تُرکی: Devrimci İşçi Partisi, DİP) یک حزب سیاسی سوسیالیستی و انترناسیونالیست با خط مشی تروتسکیستی است که در کشور ترکیه فعالیت می‌کند. این حزب بخشی از کمیتۀ هماهنگی برای بازتأسیس بین‌الملل چهارم (CRFI) است.
در فوریۀ ۲۰۱۴ یکی از اعضای حزب کارگران انقلابی به نام مصطفی جهان یلماز که در اعتراضات پارک گزی تحت پیگرد قرار گرفته‌بود در آنتالیا محاکمه شد و حزب کارگران انقلابی با برگزاری تجمعاتی از او به حمایت پرداخت.
در اواسط سال ۲۰۱۴ حزب کارگران انقلابی همراه با نمایندگانی از دیر احزاب عضو احزاب عضو کمیتۀ هماهنگی برای بازتأسیس بین‌الملل چهارم (CRFI) کنفرانسی برگزار کرد.